# Tenango, Guerrero
Tenango är en ort i Mexiko.   Den ligger i kommunen Azoyú och delstaten Guerrero, i den sydöstra delen av landet, 300 km söder om huvudstaden Mexico City. Tenango ligger 151 meter över havet och antalet invånare är 651.
Terrängen runt Tenango är kuperad norrut, men söderut är den platt. Terrängen runt Tenango sluttar söderut. Runt Tenango är det ganska glesbefolkat, med 48 invånare per kvadratkilometer. Närmaste större samhälle är Ometepec, 13,7 km öster om Tenango. Omgivningarna runt Tenango är en mosaik av jordbruksmark och naturlig växtlighet.